# Крихітко, це ти
Крихітко, це ти (англ. Baby It's You) — американська мелодрама режисера Джон Сейлза.

## Сюжет
1966 рік Нью-Джерсі, у старшокласницю Джилл Розен закохується новий студент, відомий як Шейх. Шейх є італієць, який цікавиться своєю машиною, і піснями Френка Сінатри. Спочатку Джилл спантеличена його старанністю, але незабаром у них зав'язуються відносини, на превеликий жаль своїх батьків. Шейха виключають зі школи і він їде у Флориду, щоб працювати в клубі, співаючи пісні під фонограму Сінатри. Шейх незадоволений своїм життям у Флориді і повертається до Нью-Джерсі, щоб спробувати відновити стосунки з Джилл.

## У ролях
| Актор                   | Роль                      |
| ----------------------- | ------------------------- |
| Розанна Аркетт          | Джилл Розен               |
| Вінсент Спано           | Альберт «Шейх» Кападілупо |
| Джоанна Мерлін          | місіс Розен               |
| Джек Девідсон           | доктор Розен              |
| Нік Феррарі             | містер Кападілупо         |
| Долорес Мессіна         | місіс Кападілупо          |
| Леора Дана              | міс Вернон, вчитель       |
| Білл Реймонд            | містер Ріпепі, вчитель    |
| Сем Макмюррей           | містер Макманус, вчитель  |
| Ліан Кертіс             | Джоді, старшокласниця     |
| Клаудія Шерман          | Бет, старшокласниця       |
| Марта Кобер             | Дебра                     |
| Трейсі Поллан           | Леслі, учениця коледжу    |
| Рейчел Дретцін          | Шеллі, учениця коледжу    |
| Сьюзен Дерендорф        | Кріс, учениця коледжу     |
| Френк Вінсент           | Вінні                     |
| Меттью Модайн           | Стів                      |
| Роберт Дауні (молодший) | Стюарт                    |
| Френк Загаріно          | Лью                       |
| Керолайн Аарон          | офіціантка                |
| Фішер Стівенс           | помічник режисера         |

| Актор          | Роль            |
| -------------- | --------------- |
| Робін Джонсон  | Джоан           |
| Гарі МакКлірі  | Рет             |
| Джон Ферраро   | Пласкі          |
| Філ Брок       | Біфф            |
| Мерелл Полоуей | міс Кац         |
| Донні Кер      | Баррі           |
| Майкл Е. Найт  | Філіп           |
| Брайан Врай    | Джорджі         |
| Річард Кантор  | Кертіс          |
| Стефані Кейзер | Лаура           |
| Джулі Філіпс   | Карен           |
| Арт Гельперін  | лідер групи     |
| Джонатан Джеро | Джек            |
| Сьюзен Бассет  | співачка        |
| Стівен Рід     | співачка        |
| Стефен Донато  | співачка        |
| Робін Геллер   | екскурсант      |
| Філліп Брок    | Біфф            |
| Лаура Д'Аріста | епізод          |
| Чарльз Мітчелл | студент коледжу |